# Clara Block Hane
Clara Cornelia Block Hane, född Block 24 juni 1966 i Lund, är en svensk journalist och författare, litteraturkritiker och kulturskribent. 
Block Hane, som är uppvuxen i Lidingö, är dotter till Eskil Block och Hedvig Hedqvist. Hon var en av 1990-talets unga nöjes- och kulturskribenter. I början av 1990-talet utgjorde hon tillsammans med Andres Lokko, Kjell Häglund, Linda Skugge, Per Hagman och Barbara Voors redaktionen för Ultra Magazine. Block Hane medverkade i Svenska Dagbladet 1988–1995 och var med om att starta Svenska Dagbladet City 1993. 1996 blev hon redaktör för DN På Stan och var chefredaktör för ELLE à la carte 1997–1999. Hon har sedan 1988 frilansat för Månadsjournalen, Ultra, Elle, Elle Decoration, Sköna Hem, Residence, Dagens Industri, Stockholm New, Wallpaper och Azure. Block Hane var värd för programmet Sommar i Sveriges Radio 1997 och vann tillsammans med Martina Haag TV3:s Stjärnkockarna 2010. Tillsammans gav de 2016 ut kokboken Du är min bästa vän och jag tycker så mycket om att komma på middag hos dig.
Hon är sedan 1999 gift med Carl Johan Hane.

### Medverkan i
- Att skriva börjar här: inspiration, idéer och fakta, redaktör Maria Gummesson, Ordfront 1998, ISBN 91-7324-573-9
- Inspirerande hem: Livets goda, redaktör Lage Stone, Sköna hem, 1999, ISBN 91-89346-03-3
- P3 Spanarna: på spaning efter den tid som kommer (av Amelia Adamo, Gabriella Ahlström, Lasse Anrell, Clara Block Hane, Göran Everdahl, Jessika Gedin, Göran Greider, Jonas Hallberg, Susanne Ljung, Jane Magnusson, Calle Norlén, Ingvar Storm och Steffo Törnquist), Bokförlaget DN, 1999, ISBN 9789175883304
- Tjugo texter del 2, red Sofia Lindelöf och Lennart Waje, Gleerups Utbildning 2009, ISBN 9789140661968
- Min trädgård är en fest, Micael Bindefeld, Roos & Tegnér 2014 (redaktör och medförfattare), ISBN 978-9186691-50-9